# آرثر إل. بريستول
آرثر إل. بريستول (بالإنجليزية: Arthur L. Bristol)‏ هو ضابط أمريكي، ولد في 15 يوليو 1886 في تشارلستون في الولايات المتحدة، وتوفي في 27 أبريل 1942 في Argentia ‏ في كندا.